# 混血營編年史
混血營編年史系列是由雷克·萊爾頓所創作的跨媒體製作，它以現代世界為背景，專注於半神青少年群體，並有許多來自希臘和羅馬神話的角色。第一個系列《波西傑克森》講述了一個名叫波西·傑克森的少年在希臘半神混血營的冒險經歷。第二個系列《混血營英雄》引入了幾個主要角色和羅馬半神混血營，名為朱庇特營地。第三個系列《太陽神試煉》講述了降為凡人的太陽神阿波羅，第一和第二系列中的許多角色都有登場。
該系列和雷克·萊爾頓其他兩個系列埃及守護神和阿斯嘉末日同在雷克·萊爾頓小說宇宙 Riordanverse。混血營編年史系列的角色也有出現在埃及守護神和阿斯嘉末日系列中。

## 小說系列

### 波西傑克森
《波西傑克森》是雷克·萊爾頓撰寫的冒險和小說書籍的五部曲。這些書以美國為背景，主要基於希臘神話，講述了半神波西·傑克森（Percy Jackson）在混血營五年訓練及生活的冒險故事以及他阻止泰坦領主克洛諾斯（Kronos）從塔爾塔羅斯（Tartarus）的崛起。這五本書都是從波西的詼諧和諷刺的角度來看的。該系列涉及成年、愛情和青少年焦慮等主題。這些書已在超過35個國家售出超過6900萬冊。
截至 2020 年 7 月 19 日，該系列已在《紐約時報》兒童叢書暢銷書排行榜上連續 538 周。

#### 神火之賊
《神火之賊》是《波西傑克森》系列的第一本書。它介紹了波西‧傑克森、安娜貝斯·雀斯和格羅佛·安德伍德，並講述了他們追回宙斯被偷走的閃電火的任務，這被認為是黑帝斯偷來的。英文版在2005年6月28日發布，中文版於2009年2月1日出版。

#### 妖魔之海
《妖魔之海》是《波西傑克森》系列的第二本書。在這本書中，波西、安娜貝斯和波西的獨眼巨人兄弟泰森需要前往百慕達三角，也被稱為妖魔之海，以找到金羊毛來拯救他們的營地，並從獨眼巨人波呂斐摩斯手中救出他們的羊男朋友格羅佛。英文版在2006年4月1日發布，中文版於2009年4月1日出版。

#### 泰坦魔咒
《泰坦魔咒》是《波西傑克森》系列的第三本書。這本書講述了波西、格羅佛、泰麗雅·葛瑞斯、柔伊·奈施德和碧安卡·帝亞傑羅前往三藩市營救女神阿爾忒彌斯和安娜貝斯的故事。英文版在2007年5月11日發布，中文版於2009年7月1日出版。

#### 迷宮戰場
《迷宮戰場》是《波西傑克森》系列的第四本書。在書中，波西、安娜貝斯、格羅佛、泰森、尼克·帝亞傑羅和瑞秋·伊莉莎白·戴爾的任務是在迷宮中找到代達洛斯，這樣他就可以幫助他們保護營地免受泰坦軍隊的攻擊。在這本書中，波西還遇到了卡呂普索。英文版在2008年5月6日發布，中文版於2009年10月1日出版。

#### 終極天神
《終極天神》是《波西傑克森》系列的第五本書，也是最後一本書。在書中，來自混血營的所有半神都幫助保衛曼哈頓，特別是帝國大廈（又名奧林匹斯山），在眾神與提豐作戰同時對抗克洛諾斯和他的軍隊。英文版在2009年5月5日發布，中文版於2010年1月1日出版。

#### 天神聖杯
《天神聖杯》是《波西傑克森》系列的第六本書。最初於 2022 年 10 月作為獨立小說宣佈。這本書涵蓋了《混血營英雄》和《太陽神試煉》之間發生的事件。這部小說是從波西的觀點 (文學)寫的，就像《波西傑克森》系列的其他作品一樣。英文版在2023年9月26日發布 ，中文版在2024年3月27日出版。

#### 女神之怒Wrath of the Triple Goddess（英语：Wrath of the Triple Goddess）
波西傑克森7：女神之怒《Wrath of the Triple Goddess》是《波西傑克森》系列的第七本書。在書中，波西繼續尋找大學推薦信，這始於《眾神的聖杯》，這次是來自赫卡特。

### 混血營英雄
《混血營英雄》是雷克·萊爾頓創作的五部曲。它記錄了七位半神的事件，以及他們為喚醒大地女神蓋婭而遇到的障礙，以及他們阻止她的努力。它發生在《波西傑克森》結束一年後。這次的混血營英雄系列更進一步的介紹了羅馬的混血人以及羅馬天神，並以希臘及羅馬之間的戰爭當作題材 ，把故事中的兩個營區變成了敵人，並分開一百多年，但現在他們必須團結起來，以阻止故事中的反派角色－大地女神蓋婭甦醒，因此派出小組送出雅典娜·帕德嫩使其團結，以及她那想要掌控地球的陰謀。主題包括愛情和青少年的焦慮，以及處理同性戀。繁體中文版由遠流出版事業股份有限公司出版。
萊爾頓的其中一些作品受 Padraic Colum 的 The Golden Fleece and the Heroes Who Lived Before Achilles 所啟發。

#### 迷路英雄
《迷路英雄》是《混血營英雄》系列的第一本書。它以三位新英雄為主，羅馬半神傑生·葛瑞斯，以及希臘半神派波·麥克林和里歐·華德茲前往加利福尼亞，以拯救希拉(茱諾)免於被巨人吞噬並擊敗巨人之王波尔菲里翁。英文版在2010年10月12日發布，中文版於2011年7月1日出版。

#### 海神之子
《海神之子》是《混血營英雄》系列的第二本書。這本書講述了波西‧傑克森和兩位新英雄，羅馬半神海柔·李維斯克和法蘭克·張前往阿拉斯加，從巨人阿爾庫俄紐斯手中解救死神桑納托斯。英文版在2011年10月4日發布，中文版於2012年7月1日出版。

#### 智慧印記
《智慧印記》是《混血營英雄》系列的第三本書。這本書講述了波西‧傑克森、安娜貝斯·雀斯、傑生·葛瑞斯、派波·麥克林、里歐·華德茲、海柔·李維斯克和法蘭克·張前往希臘阻止蓋婭的覺醒，同時還試圖在羅馬揭開失傳已久的巨大雅典娜雕像，雅典娜·帕德嫩。英文版在2012年10月2日發布，中文版於2013年7月1日出版。

#### 冥王之府
《冥王之府》是《混血營英雄》系列的第四本書。它以傑生·葛瑞斯、派波·麥克林、里歐·華德茲、海柔·李維斯克、法蘭克·張和尼克·帝亞傑羅為主角，他們繼續駛向希臘營救波西‧傑克森和安娜貝斯·雀斯，他們都在前一本書的尾聲中落入了塔爾塔羅斯。與此同時，波西和安娜貝斯正試圖找到自己離開地獄王國的出路。這本書還重新介紹了卡呂普索。英文版在2013年10月8日發布，中文版於2014年7月1日出版。

#### 英雄之血
《英雄之血》是《混血營英雄》系列的第五本書，也是最後一本書。它有兩個平行的故事：第一個故事是七位半神最終到達希臘並努力擊敗雅典衛城的巨人，而第二個故事是蕾娜·拉米瑞茲-阿維拉諾、尼克·帝亞傑羅和教練葛利生‧黑傑將雅典娜·帕德嫩送回混血營地，希臘和羅馬陣營的衝突即將到來。英文版在2014年10月7日發布，中文版於2015年7月1日出版。

### 太陽神試煉
《太陽神試煉》是雷克·萊爾頓寫的五部曲。它記錄了阿波羅在被宙斯化為凡人後的生活，作為對他在《混血營英雄》系列中行為的懲罰。他要還原五個古老神諭，並打敗羅馬皇帝和巨蛇匹松。它還包含了《波西傑克森》和《混血營英雄》系列中的大部分角色。

#### 祕密神諭
《祕密神諭》是《太陽神試煉》系列的第一本書。它以阿波羅為主角，一個名叫萊斯特·巴帕多普洛斯的 16 歲凡人，並介紹了一位新的半神梅格，他們前往混血營地，與尼祿皇帝派來的怪物戰鬥，以拯救多多納的神諭。它還講述了里歐·華德茲的回歸，他被推定為死亡，並在混血營英雄的最後一本書《英雄之血》中復活。英文版在2016年5月3日發布，中文版於2017年1月20日出版。

#### 黑暗預言
《黑暗預言》是《太陽神試煉》系列的第二本書。它講述了阿波羅與里歐·華德茲和卡呂普索一起踏上旅程，尋找特罗福尼乌斯的神諭並防止它落入康茂德皇帝的手中。英文版在2017年5月2日發布，中文版於2018年1月26日出版。

#### 烈焰迷宮
《烈焰迷宮》是《太陽神試煉》系列的第三本書。它以阿波羅、梅格、格羅佛、傑生·葛瑞斯和派波·麥克林為主角，他們去解救被卡利古拉皇帝囚禁的希蘿菲爾(Herophile)。他們還阻止了卡利古拉用阿波羅和赫利俄斯的本質使自己成為太陽神的計劃。英文版在2018年5月1日發布，中文版於2019年1月27日出版。

#### 暴君之墓
《暴君之墓》是《太陽神試煉》系列的第四本書。它以阿波羅、梅格、海柔·李維斯克、蕾娜·拉米瑞茲-阿維拉諾和新英雄拉維尼亞·阿西莫夫為主角，他們需要解救哈爾波克拉特斯，並從暴君塔克文、康茂德皇帝和卡利古拉皇帝以及他們的軍隊手中拯救朱庇特營地。阿波羅雙胞胎妹妹的羅馬分身戴安娜女神也出現了。英文版在2019年9月24日發布，中文版於2020年1月15日出版。

#### 尼祿之塔
《尼祿之塔》是《太陽神試煉》系列的第五本書，也是最後一本書。它以阿波羅、梅格、瑞秋·伊莉莎白·戴爾、尼克·帝亞傑羅和他的男朋友以及阿波羅的兒子威爾·索拉斯為阻止尼祿皇帝燒毀紐約市而戰。阿波羅還必須擊敗他的剋星蟒蛇，蟒蛇一直在德爾斐的洞穴中控制著阿波羅的預言能力來源，並恢復他的不朽
。英文版在2020年10月6日發布，中文版於2021年1月27日出版。

### 獨立小說

#### 烈日星辰
2021 年 10 月 6 日，宣佈雷克·萊爾頓將與馬克·大城合作寫一部小說，重點是尼克·帝亞傑羅和威爾·索拉斯 ，以《尼祿之塔》為背景。英文版在2023年5月2日發布，中文版於2023年8月30日出版。

## 時間線
| 系列           | 標題      | 年 | 月數       |
| -------------- | --------- | -- | ---------- |
| 《波西傑克森》 | 神火之賊  | 1  | 5月 ~ 6月  |
| 《波西傑克森》 | 妖魔之海  | 2  | 6月        |
| 《波西傑克森》 | 泰坦魔咒  | 2  | 12月       |
| 《波西傑克森》 | 迷宮戰場  | 3  | 夏天       |
| 《波西傑克森》 | 終極天神  | 4  | 8月        |
| 《混血營英雄》 | 迷路英雄  | 5  | 12月       |
| 《混血營英雄》 | 海神之子  | 6  | 6月        |
| 《混血營英雄》 | 智慧印記  | 6  | 6月        |
| 《混血營英雄》 | 6月 ~ 7月 | 6  |            |
| 《混血營英雄》 | 冥王之府  | 6  | 7月        |
| 《混血營英雄》 | 英雄之血  | 6  | 7月 ~ 8月  |
| 《波西傑克森》 | 天神聖杯  | 6  | 9月 ~ 12月 |
| 《太陽神試煉》 | 秘密神諭  | 7  | 1月        |
| 《太陽神試煉》 | 闇黑預言  | 7  | 2月        |
| 《太陽神試煉》 | 烈焰迷宮  | 7  | 3月        |
| 《太陽神試煉》 | 暴君之墓  | 7  | 4月        |
| 《太陽神試煉》 | 尼祿之塔  | 7  | 6月        |
| 獨立           | 烈日星辰  | 7  | 8月        |